# John Couch Adams
Pour les articles homonymes, voir John Adams et Adams.
John Couch Adams (5 juin 1819 – 21 janvier 1892), est un mathématicien et astronome britannique né à Laneast dans les Cornouailles et mort à Cambridge. 
Rival de Le Verrier en astronomie, il est à l'origine de plusieurs méthodes de calcul approché.

## Contributions
La plus célèbre avancée d'Adams est la prédiction de l'existence et de la position de la planète Neptune, en se basant uniquement sur les mathématiques. Il effectue ses calculs pour expliquer les divergences constatées entre l'orbite réelle d'Uranus, connue depuis peu, et celle prédite par les lois du mouvement de Kepler et de Newton. Ces travaux lui valent la médaille Copley en 1848. 
En parallèle, mais indépendamment, les mêmes calculs sont effectués avec davantage de précision par le Français Urbain Le Verrier. Il demande à son collègue allemand Johann Gottfried Galle de localiser la planète au télescope dans le ciel, en suivant ses indications. Ce qui est fait en septembre 1846, à l'observatoire de Berlin. La planète se trouve effectivement à moins de 1° de la position prédite. Ce fait est donné comme un exemple de ce que peuvent accomplir la pensée humaine, les mathématiques et la théorie. Malgré les réclamations britanniques, Le Verrier est déclaré découvreur officiel de la planète. En 1999, d'anciens documents bien cachés d'archives britanniques sont retrouvés : ils montrent que les prédictions d'Adams variaient, manquaient de fiabilité et précision, la zone d'incertitude sur la localisation s'étendant sur 20°. Cette imprécision a probablement empêché la détection de Neptune malgré les observations entreprises à l'université de Cambridge. Adams salua d'ailleurs, ouvertement, la primauté de Le Verrier.
John Adams est aussi connu pour avoir inventé une méthode numérique d'intégration des équations différentielles ordinaires, qui porte son nom conjointement avec Forest Ray Moulton et Francis Bashforth (en), qui ont amélioré par la suite sa méthode.
Il devient membre de la Royal Society en 1849. Il remporte la médaille d'or de la Royal Astronomical Society en 1866.
En 1884, il assiste à la Conférence Méridienne Internationale en tant que délégué du Royaume-Uni.
John Couch Adams décède à 72 ans à Londres

## Éponymie
- Un cratère sur la Lune lui doit son nom, ainsi qu'à Walter Sydney Adams et à Charles Hitchcock Adams.
- L'anneau le plus éloigné de Neptune et l'astéroïde (1996) Adams lui doivent également leur nom.